# Clíodhna
Clíodhna (též známá jako Clíona, Clídna, Clíodna či poangličtěle Cleena) je jednou z lidu Tuatha dé Danann a je v keltském bájesloví označována za jednu z Bean-Sídhe a královnu Banshee. Velice zřídka se také můžeme setkat s názorem, že Clíodhna je bohyní lásky a krásy a má tři velice pestře zbarvené ptáky, kteří jedí pouze jablka z tajuplného stromu nacházejícího se v zásvětí a tito ptáci mají mít moc zazpívat velice nádhernou píseň, která dokáže uzdravovat i těžce nemocné.

## Popis
Podle legend Clíodhna opustila svou domovinu na ostrově ve světě známém jako Tir Tairngire a odešla do lidského světa, kde žila se smrtelníkem Ciabhánem, ale jednoho dne usnula na pobřeží v Glandore v hrabství Cork, kde ji odnesla velká vlna. Dodnes se u tohoto pobřeží říká přílivu Tonn Chlíodhna, Clíodhnina Vlna.
Existují dvě verze Clíodhnina příběhu:
V první verzi příběhu Clíodhna pochází z ostrova Země Mládí a jednoho dne uteče do země lidí žít se smrtelníkem. Její milenec Ciabhán (poangličtěle Keevan) pak po několika letech zemřel při lovu v lese. Truchlící Clíodhna se pak jednoho dne nechá uspat krásnou melodií ze Země Mládí na pobřeží a vlna ji strhne zpět do moře.
V druhé verzi příběhu se Clíodhna jednoho dne prochází po pobřeží a lehne si do písku. Po chvíli ji uspí kouzelná melodie, kterou hraje bard z Manannánu, jejího rodného domova. Nakonec se přižene velká vlna a stáhne spící Clíodhnu do moře, kde ji tiše a jemně odnese zpět do Země Víl, nechávajíc tak jejího přítele zničeného z jejího zmizení, ovšem v této verzi příběhu Ciabhán neumírá. Na památku Clíodhny se proto od těch dob přílivu u tohoto pobřeží říká Cleenina Vlna.

## Zajímavosti
V Irské literatuře je Cleena z Carrigcleen (Cleena of Carrigcleena) popisována jako nejmocnější z Banshee, jenž má moc tvořit pravidla a vládnout jako královna všem Sheoques v jižním Munsteru. Někde je dokonce označována jako hlavní ženské božstvo celého Munsteru.
S Carraig Chlíodhna, CarrigCleena či Carrig-Cleena, tzv. Cleeninou skálou, se můžeme setkat v hrabství Cork. Toto jméno nesou dvě veliké skály zasvěcené Clíodhně. Více známá z těchto dvou leží 7 mil (11,2 km) jiho-jihozápadně od Mallow v hrabství Cork a je považována za bránu do jiného světa. Venkované zde ještě v pozdním 19. století věřili, že Clíodhnino požehnání i nadále přetrvává ve světě lidí v trávě v kamenném kruhu a její moc ochrání kraj před zničením plodin na polích, nemocemi zvířat a černou magií. Druhá Clíodhnina skála leží poměrně hodně stranou od moře, 2 míle (3,2 km) jihovýchodně od Ross Carbery, hrabství Cork.